# Sưu tầm phim ảnh

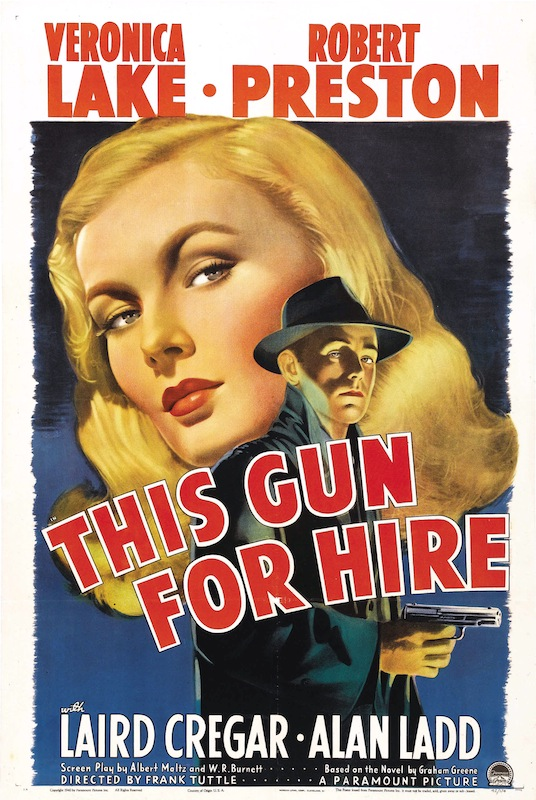
Một bìa phim Mỹ từ năm 1942

Sưu tầm phim ảnh hay kỷ vật làm phi (Film memorabilia) là những hiện vật sưu tầm liên quan đến lĩnh vực điện ảnh, truyền hình được coi là có giá trị, ý nghĩa và theo sở thích, thường bao gồm trang phục làm phim, đạo cụ, áp phích quảng cáo, bìa phim, kịch bản, bản thảo, các cuốn phim, băng đĩa phim cùng nhiều thứ khác. Người hâm mộ luôn thèm muốn những kỷ vật, nhưng trong những năm gần đây, thứ từng là sở thích đã phát triển thành một ngành kinh doanh lớn, với hàng triệu đô la được trao tay trong các cuộc đấu giá do các công ty như Christie's và Sotheby's tổ chức. Ngoài ra, nhiều bộ phim nổi tiếng có các vật phẩm sưu tầm được bán thông qua các cửa hàng kỷ vật phim trực tuyến độc lập, đấu giá trên web và tại các sự kiện từ thiện của hãng phim.

## Tổng quan
Vào những ngày đầu, hầu hết mọi người đều tìm kiếm chữ ký hoặc ảnh gốc hoặc áp phích. Những người sưu tập phải dựa vào một số ít tạp chí tin tức có đầy đủ các người bán khác nhau cung cấp danh mục đặt hàng qua thư hoặc yêu cầu mua số lượng lớn hoặc các mặt hàng cụ thể mà họ quan tâm. Thỉnh thoảng, các sự kiện sẽ được tổ chức theo cấu trúc xung quanh một cuộc đấu giá trực tiếp; những sự kiện này, mặc dù ít hơn về số lượng ngày nay, vẫn diễn ra và người ta vẫn có thể mua đồ lưu niệm trực tiếp từ những người bán đáng tin cậy tại chỗ. Cộng đồng cũng khá phân mảnh, với những người sưu tập và đại lý trải rộng trên toàn cầu và không có cách thực sự nhất quán và đáng tin cậy để giao tiếp với nhau. Các hãng phim chậm nhận ra giá trị tài sản của họ "nói chung những thứ này được coi như những thứ lỉnh kỉnh chiếm mất không gian chật hẹp ở hậu trường". Thông thường, công nhân chỉ lấy đồ lưu niệm hoặc bán đồ mà không xin phép vì biết rằng chủ lao động không mấy quan tâm. Một trong những người khét tiếng nhất trong số này là người bán trang phục Kent Warner, người đã tích lũy được một bộ sưu tập tư nhân lớn và kiếm được tiền bằng cách bán cho những người mua quan tâm. Một trong những người bạn của ông ta tuyên bố rằng Warner đã cứu chiếc áo khoác dài Casablanca của Humphrey Bogart, vốn đã chuẩn bị đem đi đốt bỏ.

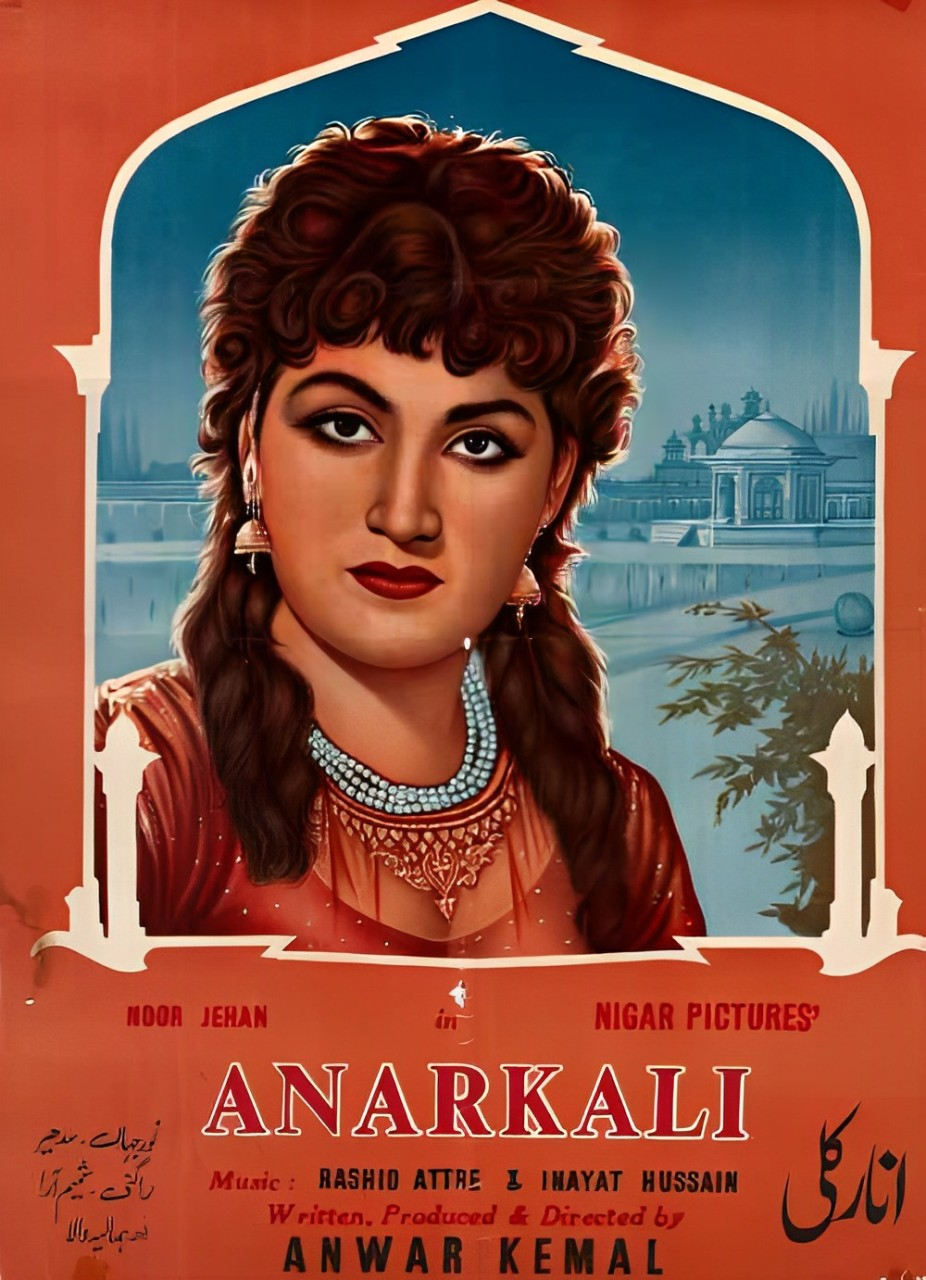
Một bìa phim phát hành năm 1958

Vào những ngày đầu của Internet, cộng đồng mạng ngày càng lớn hơn bắt đầu liên lạc với nhau thông qua UseNet newsgroups (như alt.binaries.pictures.movie-posters). Khi Internet phát triển, những người sưu tập bắt đầu giao tiếp theo những cách mà họ chưa từng nghĩ là có thể. Vào năm 1995, nhóm email trực tuyến phổ biến MoPo đã được lập ra, tạo ra một nơi trung tâm để mọi người giữ liên lạc về những điều và sự kiện quan trọng đối với cộng đồng. Nhóm này tiếp tục cung cấp thông tin cho cả những người sưu tập mới và cũ. Đến năm 1997, cộng đồng đã thay đổi mãi mãi khi ứng dụng eBay đã nhanh chóng trở thành thị trường thay thế sau hai năm tăng trưởng ổn định. Những người bán hàng chuyên nghiệp đã chú ý đến điều này, khiến nhiều người đóng cửa các doanh nghiệp truyền thống và tập trung hoàn toàn vào các trang web internet và tương lai của thị trường trực tuyến. 
Vào những ngày đầu của việc bán hàng trên internet, giá cả thay đổi rất nhiều. Người ta có thể tìm thấy những tấm áp phích thường có giá trị hàng trăm đô la được bán với giá hai mươi đô la, hoặc ngược lại, tìm thấy những tấm áp phích thường có giá trị hai mươi đô la được bán với giá một trăm đô la trở lên. Ngày nay, thị trường đồ lưu niệm phim ảnh phần lớn đã ổn định. Mặc dù người ta có thể thấy một tấm áp phích phim hiếm có được bán với giá cao, nhưng phổ biến hơn nhiều là thấy các mặt hàng có giá bằng hoặc gần giá thị trường, hoặc được đấu giá lên đến mức đó. Internet rõ ràng đã có ảnh hưởng quan trọng đến hoạt động kinh doanh đồ lưu niệm, nhưng cũng giống như việc nó cung cấp quyền truy cập lớn vào việc mua hàng hóa hợp pháp, điều này cũng tạo cơ hội cho hàng giả, dù là hàng nhái, được bán như hàng gốc hay thậm chí là chữ ký giả mạo. Nhiều người mắc bẫy lừa đảo trực tuyến này khiến ngay cả những ngôi sao như Star Wars Mark Hamill cũng phải nâng cao nhận thức. Do đó, Internet cũng cung cấp quyền truy cập vào những nơi đảm bảo tính hợp pháp với các nhà đấu giá có uy tín và thậm chí là những thứ nhỏ như chứng nhận tính xác thực như JSA và PSA cấp cho các mặt hàng đã mua một số bằng chứng để đảm bảo cho người mua.

## Bìa phim
Sau khi National Screen Service ngừng hầu hết các hoạt động in ấn và phân phối vào năm 1985, một số áp phích (Film poster) mà họ lưu chiểu trong các nhà kho trên khắp Hoa Kỳ đã rơi vào tay các nhà sưu tập và đại lý tư nhân. Ngày nay, có một thị trường sưu tầm áp phích phim đang phát triển mạnh mẽ và một số đã trở nên rất có giá trị. Cuộc đấu giá đầu tiên của một nhà đấu giá lớn chỉ dành cho áp phích phim diễn ra vào ngày 11 tháng 12 năm 1990, khi số tiền thu được từ việc bán 271 áp phích cổ điển do Bruce Hershenson điều hành tại Christie's đạt tổng cộng 935.000 đô la Mỹ. Mức giá kỷ lục cho một tấm áp phích được thiết lập vào ngày 15 tháng 11 năm 2005, khi 690.000 đô la được trả cho một tấm áp phích của bộ phim Metropolis năm 1927 của Fritz Lang từ Phòng trưng bày áp phích Reel ở Luân Đôn. Những tấm áp phích khoa học viễn tưởng và kinh dị đầu tiên khác cũng được biết đến là có giá cực cao, ví dụ như tấm áp phích The Mummy được bán với giá 452.000 đô la trong cuộc đấu giá Sotheby's năm 1997 và những tấm áp phích từ cả Bride of Frankenstein và The Black Cat được bán với giá 334.600 đô la trong Heritage Auctions, vào năm 2007 và 2009. 
Trong nhiều năm qua, những tấm áp phích Bollywood cũ, chủ yếu từ Bombay, Ấn Độ, đặc biệt là những tấm áp phích có hình vẽ tay, đã trở thành những món đồ sưu tầm. Những tấm áp phích phim vẽ tay của Ghana từ Thời kỳ hoàng kim của truyền thống này vào những năm 1980 và 1990 đã được bán với giá hàng chục nghìn đô la và được trưng bày tại các phòng trưng bày và bảo tàng trên khắp thế giới. Do nhu cầu thị trường đối với áp phích giấy, một số áp phích phim cũ phổ biến hơn đã được sao chép theo giấy phép hoặc bất hợp pháp. Mặc dù tác phẩm nghệ thuật trên bản sao giấy giống với bản gốc, nhưng bản sao thường có thể được phân biệt theo kích thước, chất lượng in và loại giấy. Một số trang web trên Internet cung cấp các bài kiểm tra "xác thực" để phân biệt bản gốc với bản sao. Các áp phích phim gốc được phân phối đến rạp chiếu phim và các địa điểm phát áp phích khác (như trạm xe buýt) bởi các hãng phim không bao giờ được bán trực tiếp cho công chúng. Tuy nhiên, hầu hết các áp phích hiện đại được sản xuất với số lượng lớn và thường được các nhà sưu tập mua gián tiếp thông qua nhiều thị trường thứ cấp khác nhau như eBay. Theo đó, hầu hết các áp phích hiện đại không có giá trị như vậy. Tuy nhiên, một số áp phích gần đây, chẳng hạn như áp phích một tờ Pulp Fiction "Lucky Strike" của Hoa Kỳ (bị thu hồi do tranh chấp với công ty thuốc lá), lại là trường hợp khá hiếm hoi.